# Den Bell (Antwerpen)
Den Bell (zo uitgesproken door Antwerpenaren) is een historisch gebouw op Antwerpen-Zuid, aan het Francis Wellesplein. Het gebouw doet dienst als administratief gebouw van de stad Antwerpen (OCMW en verschillende autonome stadsbedrijven), maar is niet bedoeld voor directe dienstverlening aan bewoners of firma's. De International Bell Telephone Company werd door de Belgische overheid overtuigd zich in België te vestigen en een productie-eenheid onder de vlag van Bell Telephone Manufacturing Company werd in 1882 in Antwerpen geopend als eerste buitenlandse vestiging en hoofdzetel van het communicatiebedrijf International Bell Telephone Company. Hugo Van Kuyck bouwde Den Bell met de kenmerkende toren van 13 verdiepingen in 1953. Begin jaren '70 werkten er ongeveer 15.000 mensen. Toen Alcatel het gebouw in 2006 verliet, koos het Antwerps stadsbestuur het complex als zenuwcentrum voor de stedelijke administratie.

## Geschiedenis
De National Bell Telephone Company werd gesticht in Schotland door Graham Bell in 1877. In 1880 splitste de American Bell Telephone Company zich van het bedrijf af. De International Bell Telephone Company startte in 1882 zijn eerste buitenlandse vestiging in Antwerpen onder de naam Bell Telephone Manufacturing Company. 
Het nieuwe bedrijf had zijn administratieve zetel in de Dambruggestraat gedelegeerd bestuurder was Francis Welles. Nog datzelfde jaar werden de eerste eigen gebouwen met kantoren, magazijn en atelier, opgericht aan de noordzijde van de Boudewijnsstraat naar ontwerp van J.L. Hasse. Hij gebruikte daarbij een baksteenarchitectuur met eclectische, neorenaissance- of neotraditionele stijlelementen. 
In 1887 werd aan de zuidzijde van de Boudewijnsstraat een terrein gekocht voor de verdere uitbreiding van het complex. Hasse bleef de vaste architect van de firma en zorgde voor de uitbouw van de succesvolle fabriek aan beide zijden van de Boudewijnsstraat. In 1896-1897 werd aan de zuidzijde van de Boudewijnsstraat, op de huidige locatie van de gebouwen, een nieuwe fabriek gebouwd met bijhorende ateliers en een smidse. Dit is het oudste nog bewaarde deel van de fabriek, in de zuidoostelijke hoek van het bouwblok. De uitbreidingen, wijzigingen en vernieuwingen volgden elkaar in hoog tempo op. In 1909 werd de eerste brug over de Boudewijnsstraat geslagen tussen de verschillende bouwblokken. Van de C.G.T.A. werd in 1925 de oude tramloods in de Boudewijnstraat gekocht voor verdere uitbreiding van de fabriekssite.
Het pronkstuk van het bedrijf is de opvallende, 58 meter hoge toren uitkijkend over de Bresstraat, opgetrokken rond 1953. Het gebouw herbergde burelen en een administratief centrum van de firma en is een belangrijke realisatie van architect Hugo Van Kuyck. Hij realiseerde ook het in de Sint-Laureisstraat tegen de toren aangebouwde kantoorgebouw, aansluitend bij de stijl en de bouwhoogte van de bestaande gebouwen. 
In 2006 kocht de stad Antwerpen het complex en liet het renoveren als centraal administratief centrum van de stad Antwerpen.

## Beschrijving
Het modernistische torengebouw is het meest opvallende en ook het laatst toegevoegde deel van het complex. De toren van veertien bouwlagen wordt geflankeerd door twee symmetrische vleugels van zes bouwlagen. Het is een constructie in gewapend beton met gevels die bekleed zijn met witte hardsteen. De eerste bouwlaag is uitgewerkt als sokkel, met blauwe hardsteen als parement. De twee bovenste, terugwijkende verdiepingen van de toren zijn als smaller topstuk uitgewerkt en kregen een andere vormgeving, met rondbogige muuropeningen tussen slanke pilasters. De ingangspartij is gemarkeerd door een gevelbrede luifel bekleed met brons; de omlijsting van de rechthoekige, brede toegangsdeuren is eveneens in brons uitgevoerd. 
Toren en zijvleugels vormen tot en met de zesde bouwlaag telkens open, doorlopende ruimtes. Het centrale torengebouw wordt aan de achtergevel gemarkeerd door een opmerkelijke, ronde trappartij, die tot boven doorloopt en aan de achterzijde van de toren met een halfronde, torenhoge glaspartij is verlicht. 
In het torengebouw waren voornamelijk kantoren ondergebracht. De eerste vijf verdiepingen echter werden ingenomen door representatieve ruimtes, gericht op het ontvangen van groepen. Het gelijkvloers is één grote centrale ontvangsthal, met in de zijvleugels wachtzalen (links) en burelen voor het verwerken van de post en voor de kassier (rechts). Op de eerste verdieping tekende Van Kuyck tentoonstellingszalen en een aantal burelen. Een grote, ronde school-vergaderzaal met 12,30 meter doorsnede neemt het centrale gedeelte van de tweede verdieping in. Op de derde en vierde verdieping was een auditorium voor 100 personen ingebracht met achterliggende projectieruimte, geflankeerd door twee ruimtes voor bureelbenodigdheden. Op de zesde tot elfde verdieping, telkens burelen zonder vaste constructie als opdeling van de grote ruimte. Aan de voorgevel op de twaalfde verdieping, een groot kantoor van de directeur-generaal, waarachter aan beide zijden van een centrale gang burelen. Op de zolderverdieping een bergplaats,

## Huidige bestemming

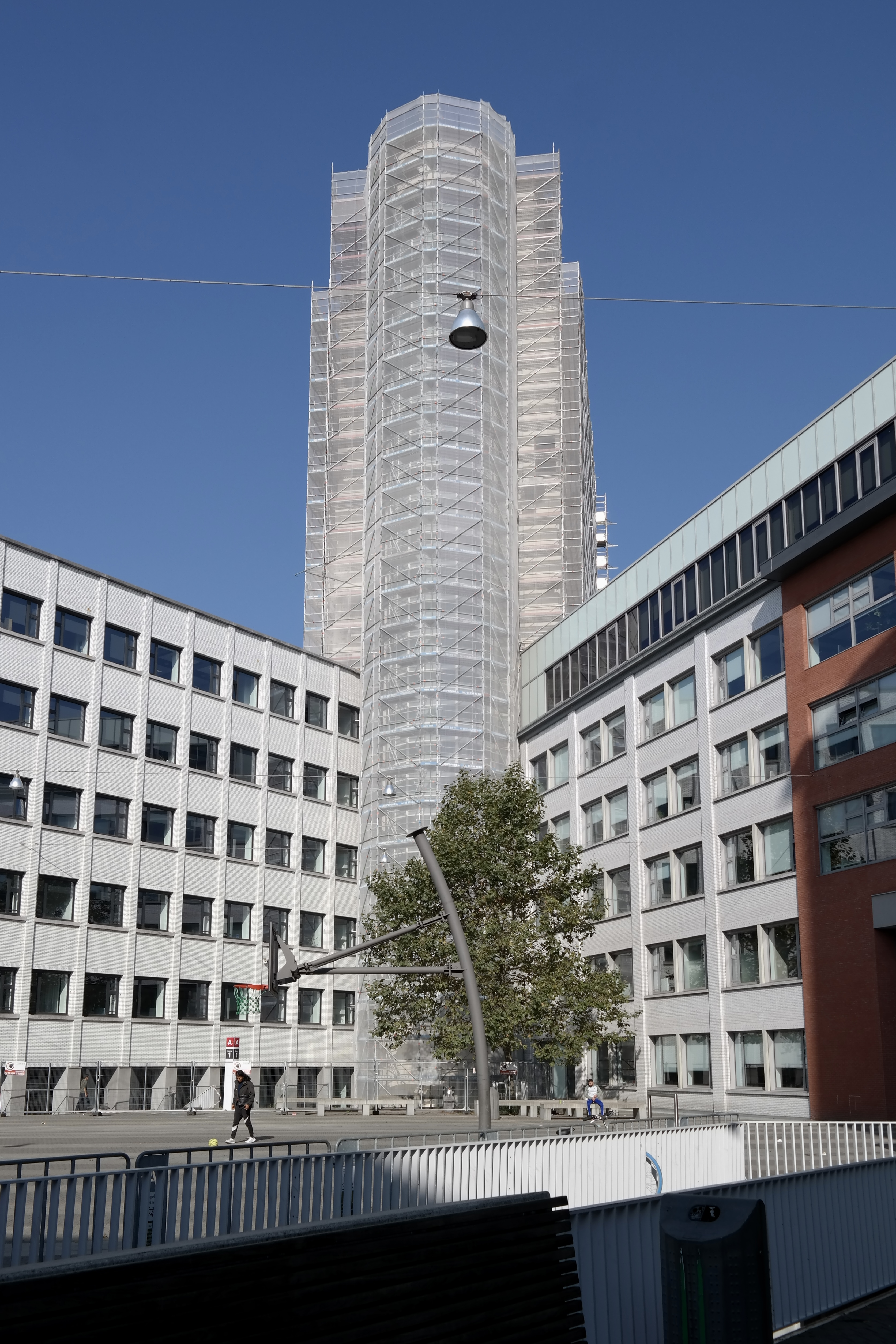
Renovatie van de toren in 2021

Sinds 2010 huisvest Den Bell de administratieve diensten van de stad Antwerpen. Voordien waren deze gehuisvest op verschillende plekken in Antwerpen. Om deze reden wordt den Bell dan ook omschreven als het zenuwcentrum van de stedelijke administratie. De oude kantoren werden gerenoveerd en de toren van 13 verdiepingen werd behouden, net zoals de monumentale trap. Op gebied van brandveiligheid was dit niet zo evident. Er werd een afwijking aangevraagd bij de brandweer op de trappenpartij in zijn eer te kunnen laten. Ook het dambordpatroon in de centrale inkomhal is een blikvanger
De ongeveer 2500 werknemers van de stedelijke administraties kunnen genieten van een duurzame werkplek. Den Bell is immers een moderne werkomgeving met taakgerichte werkplekken, loungeruimtes, ruimtes om koffie te drinken, .. Op het vlak van mobiliteit is het uitgangspunt van de stad Antwerpen het STOP-principe. De medewerkers in den Bell worden aangemoedigd om zo veel mogelijk met de fiets of het openbaar vervoer te komen werken. Ook aan externen wordt er expliciet gevraagd om de niet met de auto naar den Bell te komen. Het gebouw beschikt over een ondergrondse afgesloten fietsparking en ligt vlak bij verschillende haltes van het Antwerps openbaar vervoer.
Het binnenplein van den Bell is openbaar en ingericht als een pleintje met basketbalringen, voetbaldoelen, bankjes en bomen. Het binnenplein kan ook gebruikt worden voor buurtfeesten. De vergaderzalen zijn te huur voor zowel stadsmedewerkers als voor externen. In de buurt van het gebouw zijn er verschillende eetgelegenheden.

## Het Uiterste Zuid
Het uiterste Zuid is een jaarlijks evenement in en rond Den Bell georganiseerd door bewoners uit de buurt. In 2017 werd de vijfde editie georganiseerd op 21 mei. Er waren verschillende belevenissen mee te maken op het Uiterste Zuid zoals: 
- Een zeepkistenrace
- Een rommelmarkt
- Een wielerkoers
- Een fototentoonstelling 'Het Zuid: de Toekomst'